# Jövedéki adó
A jövedéki adó meghatározott termékek (jövedéki termékek) forgalma után fizetett adó.

## Története Magyarországon
Az Osztrák–Magyar Monarchia és a mai magyar jövedéki jog kapcsolatára jellemzőként szokás felhozni, hogy maga a jövedék kifejezés a német Gefäll szó fordítása, ami tágabb értelemben magában foglalja az úgynevezett felség jogon alapuló összes állami pénzügyi bevételt, amelyek elsősorban az egyedáruság fogalmához kapcsolhatóak.
Történelmileg ismert egyedáruk, és kapcsolódó elnevezések:
- só - sójövedék (ez már a Bibliából is ismert kifejezés, alapvetően az ókorhoz, középkorhoz kapcsolódik)
- lőpor - lőporegyedáruság - középkorhoz kötődik.
- pénz - pénzverési monopólium - ókorhoz, középkorhoz, újkorhoz kapcsolható és manapság a pénz kibocsátási monopóliumra kell itt gondolni.
- lottó - jövedék - ezen a néven az újkorhoz kapcsolható.

A felsorolásban szereplő egyedáruk a modern jövedéki szabályozásnak már nem szereplői. Természetesen mind a történelmi, mind a mai szabályozásnak a lényege az adóbevételek szaporításán kívül az egyedi áruk termelőinek, forgalmazóinak megszorítása olyan értelemben, hogy az államot ne érje kár az adóbevételek elmaradása miatt. A második világháború után fontos cél volt a feketekereskedelem felszámolása is. A magas adótartalmú termékek piaci, közúti ellenőrzése ma is rendkívül fontos az árnyékgazdaság visszaszorítása miatt.
Magyarországon 1993. július 1-jén lépett hatályba a magas adótartalmú, az államnak kiemelkedő adóbevételi forrást jelentő jövedéki termékek termelését, kereskedelmét szabályozó új jogi szabályozás, a jövedéki szabályozásról és ellenőrzésről, valamint a bérfőzési szeszadóról szóló 1993. évi LVIII. törvény. Ezen szabályozásnak az volt a célja, hogy az állami bevételek biztosítás mellett egyenlő versenyfeltételeket teremtsen a piaci szereplők között, illetve gátat szabjon a feketekereskedelemnek, amelyben további kiskapuk működtek. A jövedéki termékekkel kapcsolatos adóztatási feladatokat ekkor az APEH, míg a forgalmazásukkal összefüggő engedélyezési, ellenőrzési teendőket a Vám- és Pénzügyőrség látta el.
1997. november 4-én fogadta el az Országgyűlés a jövedéki adóról és a jövedéki termékek forgalmazásának különös szabályairól szóló 1997. CIII. törvényt. A bevezetett új jövedéki szabályozás célja az adó biztosabb és hatékonyabb beszedése, valamint az Európai Unió által előírt jogharmonizációs követelményeknek való megfelelés volt. Ennek megfelelően a jövedéki termékekre az állami elvonás 1998-tól jövedéki adóként került beszedésre és ezzel egyidejűleg a fogyasztási adótételük megszűnt. A jövedéki adó egyben átvette az egyes jövedéki termékeknél fennállt többféle fizetési kötelezettség szerepét is. A másik nagy változás, hogy az új jövedéki adótörvény az összes funkció ellátását a Vám- és Pénzügyőrség hatáskörébe utalta.
Magyarország 2004. május 1-jén csatlakozott az Európai Unióhoz, amely változást eredményezett a jövedéki szabályozás területén is. Az európai uniós jogszabályi normák maradéktalan átvétele érdekében hosszan tartó előkészületek után 2004. május 1-jén lépett hatályba a jövedéki adóról és a jövedéki termékek forgalmazásának különös szabályairól szóló 2003. évi CXXVII. törvény

## Hatályos szabályozása Magyarországon
Magyarországon  a 2016. évi LXVIII. törvény a jövedéki adóról (szokásos rövidítése:Jöt) és végrehajtási rendelete szabályozza, melynek címe: 45/2016. (XI. 29.) NGM rendelet a jövedéki adóról szóló 2016. évi LXVIII. törvény egyes rendelkezéseinek végrehajtásáról. Ezen jogszabályok meghatározása szerint jövedéki termékek a következő kategóriákba sorolhatóak:
- energiatermék;[4]
- sör;
- csendes bor;[5][6]
- habzóbor;
- egyéb csendes erjesztett ital (például rizsbor);
- egyéb habzó erjesztett ital;
- köztes alkoholtermék (például likőrbor, vermut);
- alkoholtermék (égetett szesz);
- dohánygyártmány (pl. cigaretta).

## Az Európai Unióban
A 2011/64/EU tanácsi irányelv határozza meg a dohánygyártmányokra alkalmazott jövedéki adó szerkezetére és minimális adókulcsára vonatkozó szabályokat.
Az irányelv 2011. január 1. óta hatályos. 